# Quackerz
«Quackerz» es una película de animación rusa dirigida por Víctor Lakísov en el estudio "RIM". La película tuvo su estreno el 14 de febrero de 2016 en el cine Octubre de Moscú. Estrenada en Rusia el 18 de febrero de 2016.

## Sinopsis
Un grupo de patos migratorios rusos vuela a descansar en Hawái, pero, perdiendo el rumbo, terminan en una isla China donde viven patos mandarines. Dos bandos entran en conflicto. Los hijos de los protagonistas intentan reconciliar a sus padres. Arisha, hija del comandante de los patos rusos, y Nick, hijo del emperador de los mandarines, se acercan y se hacen amigos. Deben salvar a todos los patos del malvado plan de la bruja Margot, quien quiere destruir el sol.

## Reparto
- Nikita Presnyakov: Nick
- Vladimir Presnyakov: Pengly
- Evelina Bledans: Margot
- Polina Maximova: Arisha
- Alexander Golovin: Ayudante de Margot
- Vsevolod Kuznetsov: Comandante Kriak Dakmus
- Boris Tokarev: Kianaga, el vendedor de galletas
- Stanislav Strelkov: Ayudante del emperador
- Elena Shulman: Maestra
- Mikhail Lukashov: Amigo de Nick

## Producción
La película fue producida por el estudio de animación moscovita "RIM", también involucrando estudios de Canadá, España, Perú y Estonia. En mayo de 2015, la película, que estaba en producción, despertó el interés de compradores extranjeros en el mercado cinematográfico durante el 40.º Festival Internacional de Cine de Toronto. Dado que se esperaba que la película se lanzara internacionalmente, el doblaje se realizó inicialmente en inglés.
Una parte significativa del presupuesto fue financiada por el holding chino Star Alliance Media, que planeaba un amplio estreno de la película en China, abarcando cinco mil cines. "Quackerz" se convirtió en el primer proyecto ruso que recibió apoyo financiero de China.

## Recepción
La película se estrenó en los cines rusos el 18 de febrero de 2016, recaudando 90.281.394 de rublos (1.159.684 de dólares) en Rusia y los países de la CIS. El 15 de julio de 2016, la película se estrenó en China y se proyectó en 7 mil cines, recaudando 2.5 millones de dólares en los primeros tres días.